# Aleksandros Aleksiu
Aleksandros „Aleksis” Aleksiu (gr. Αλέξης Αλεξίου, ur. 8 września 1963 w  Salonikach) – piłkarz grecki grający na pozycji obrońcy.

## Kariera klubowa
Karierę piłkarską Aleksiu rozpoczął w klubie Apollon Kalamaria z siedzibą w mieście Kalamaria na przedmieściach Salonik. W 1983 roku zadebiutował w jego barwach w pierwszej lidze greckiej. W Apollonie grał do końca sezonu 1985/1986.
Latem 1986 Aleksiu przeszedł do Olympiakosu Pireus. W 1987 roku wywalczył z nim swoje pierwsze i jedyne w karierze mistrzostwo Grecji. W 1989 roku został z Olympiakosem wicemistrzem kraju, a w 1990 roku zdobył z nim pierwszy Puchar Grecji.
W 1990 roku Aleksiu wrócił do Salonik i został zawodnikiem tamtejszego PAOK-u. W PAOK-u, podobnie jak w poprzednich dwóch zespołach był podstawowym zawodnikiem. W klubie tym występował do końca sezonu 1996/1997. Wtedy też zakończył swoją karierę. Największym sukcesem Greka w barwach PAOK-u był awans do finału Pucharu Grecji w 1992 roku.
| Sezon   | Klub              | Kraj   | Rozgrywki     | Mecze | Bramki |
| ------- | ----------------- | ------ | ------------- | ----- | ------ |
| 1983/84 | Apollon Kalamaria | Grecja | Alpha Ethniki | 20    | 4      |
| 1984/85 | Apollon Kalamaria | Grecja | Alpha Ethniki | 20    | 4      |
| 1985/86 | Apollon Kalamaria | Grecja | Alpha Ethniki | 30    | 4      |
| 1986/87 | Olympiakos SFP    | Grecja | Alpha Ethniki | 20    | 5      |
| 1987/88 | Olympiakos SFP    | Grecja | Alpha Ethniki | 26    | 4      |
| 1988/89 | Olympiakos SFP    | Grecja | Alpha Ethniki | 23    | 2      |
| 1989/90 | Olympiakos SFP    | Grecja | Alpha Ethniki | 22    | 1      |
| 1990/91 | PAOK FC           | Grecja | Alpha Ethniki | 12    | 1      |
| 1991/92 | PAOK FC           | Grecja | Alpha Ethniki | 30    | 6      |
| 1992/93 | PAOK FC           | Grecja | Alpha Ethniki | 28    | 5      |
| 1993/94 | PAOK FC           | Grecja | Alpha Ethniki | 33    | 4      |
| 1994/95 | PAOK FC           | Grecja | Alpha Ethniki | 33    | 2      |
| 1995/96 | PAOK FC           | Grecja | Alpha Ethniki | 29    | 1      |
| 1996/97 | PAOK FC           | Grecja | Alpha Ethniki | 14    | 0      |

## Kariera reprezentacyjna
W reprezentacji Grecji Aleksiu zadebiutował 5 września 1989 roku w przegranym 0:3 towarzyskim spotkaniu z Polską. W 1994 roku został powołany przez selekcjonera Alkietasa Panaguliasa do kadry na Mistrzostwa Świata w USA. Tam wystąpił w jednym spotkaniu, przegranym 0:2 z Nigerią. Do 1995 roku rozegrał w kadrze narodowej 10 meczów.